# Santa Maria della Pieve

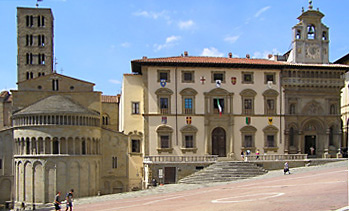
Lage der Kirche mit der Apsis zur Piazza Grande (links)

Die Kirche Santa Maria della Pieve (offiziell: Pieve di Santa Maria Assunta) ist die älteste und nach San Francesco die zweitbedeutendste Kirche der Stadt Arezzo. Sie befindet sich im Stadtzentrum an der Piazza Grande.

## Baugeschichte und Funktion

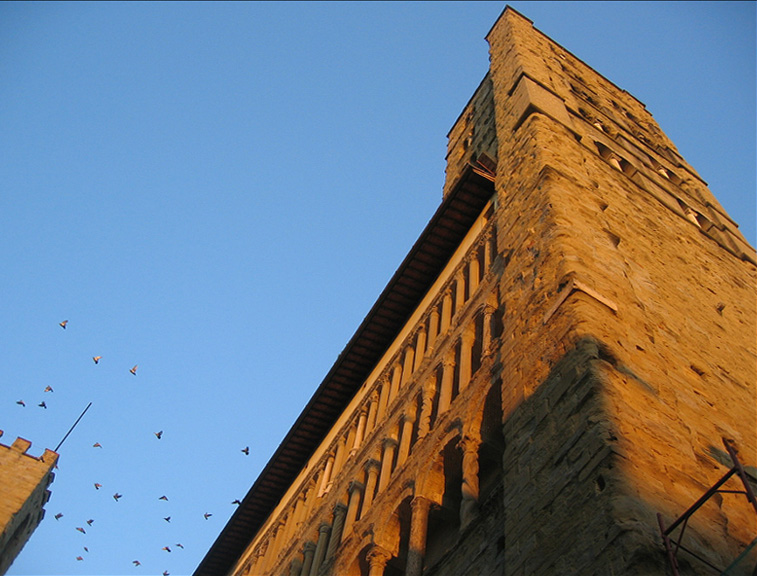
Ecke der Fassade und Turm

Ein Vorgängerbau, von dem noch Spuren am Südportal zur Via Seteria nachvollziehbar sind, ist bereits für das Jahr 1008 belegt. Der heutige romanische Bau aus Sandstein wurde vermutlich um die Mitte des 12. Jahrhunderts begonnen, doch seine Bauzeit zog sich bis ins 14. Jahrhundert hin.
Im 13. Jahrhundert entstand die Fassade, wobei der inneren Wandschicht des 12. Jahrhunderts die Blendarkaden und Zwerggalerie vorgesetzt wurden. Um 1330 wurde der Campanile vollendet, der im Volksmund „Turm der 100 Löcher“ genannt wird; gemeint sind seine 40 Biforen (d. h. in Wirklichkeit nur 80 „Löcher“), die sich in fünf Geschossen auf allen vier Seiten des 59 m hohen quadratischen Turms anordnen.
Restaurierungen haben im 16. und 19. Jahrhundert stattgefunden.
Die Entstehung der Pieve war an den Aufstieg Arezzos als freie Kommune gebunden. Die autarken Bürger bauten sie im Zentrum der Stadt in Konkurrenz zum Dom, wo der Bischof als Feudalherr auf dem Hügel von Pionta außerhalb der Stadtmauern residierte. Die Errichtung einer Pieve in einem Stadtstaat ist in Nord- und Mittelitalien sehr selten.
Unter einer Pieve (wörtl. „Pfarrei/Pfarrhaus“) – der Begriff hat sich in zahlreichen italienischen Ortsnamen erhalten – war eine Kirche mit besonderen Rechten zu verstehen, wie beispielsweise dem Recht zur Taufe und Bestattung. Nur eine Pieve besaß ein Taufbecken und einen Friedhof. Die Bezeichnung pieve ist abgeleitet von den vulgärlateinischen plebes, d. h. den christlichen Gemeinden auf dem Lande, über die die Pfarrei auch die Rechtsprechung besaß und von denen sie den Zehnten einnahm.

## Lage
Santa Maria della Pieve geht – ungewöhnlich für eine italienische Platzgestaltung, aber bedingt durch den Brauch der Ostung – nicht mit der Fassade, sondern mit der Apsis auf die abschüssige Piazza Grande, auf der an jedem ersten Sonntag im Monat ein regional bekannter Antiquitätenmarkt stattfindet. Die Kirche ist das älteste Gebäude an dem stilistisch heterogenen, trapezförmigen Platz, den der Palazzo del Tribunale (17. Jh.), der Palazzo della Fraternità dei Laici aus verschiedenen Bauperioden und Giorgio Vasaris Palazzo delle Logge abschließen.

## Außenbau

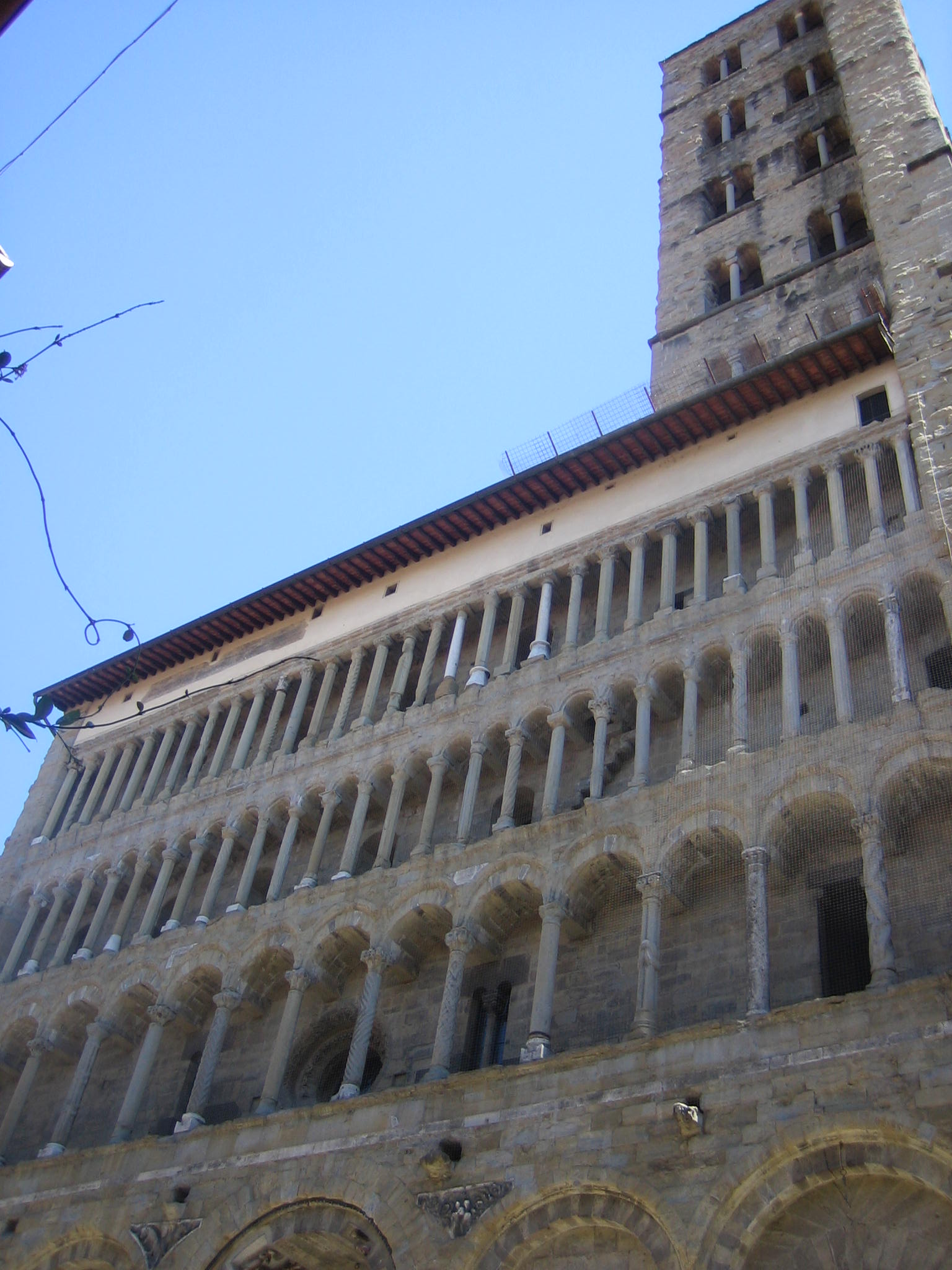
Fassade

Die Gestaltung der Apsis mit einer Blendarkaden – Reihe im Sockelgeschoss und zwei offenen Galeriengängen im Mittel- und Obergeschoss greift architektonische Ideen aus Lucca und Pisa auf. Die Fassade wiederholt und erweitert dieses Prinzip pisanischer und lucchesischer Romanik: Unten Blendarkaden, darüber drei Reihen offene Arkaden.
Die Fassade weist reichen Skulpturenschmuck an den drei Portalen auf. Im Tympanon über dem Mittelportal ist Mariä Himmelfahrt dargestellt (1216), und die Archivolte schmücken Basreliefs der zwölf allegorischen Monatsfiguren. Das Relief in der Lünette über dem rechten Seitenportal stellt die Taufe Christi dar (datiert 1221 oder 1227); das linke Portal hat im Tympanon nur Weinranken. Der unbekannte Künstler des Portalschmucks steht in der stilistischen Tradition Benedetto Antelamis und kannte mutmaßlich französische Kathedralplastik.
Es gibt keine Giebelkonstruktion; vielmehr gestaltet sich die Schaufront fast in reiner Rechteckform.

## Innenraum
Die Kirche steht auf nach Süden leicht verzogenem Grundriss, was auf die Schwierigkeiten mit dem unebenen Gelände zurückzuführen ist.
Die 3-schiffige Basilika mit zweizonigem Innenwand-Aufriss (spitzbogige Arkaden und Biforen als Obergaden) wirkt auf Grund der ungewöhnlich hohen Bogenöffnungen zu den Seitenschiffen, die als solche kaum wahrgenommen werden, eher wie eine Hallenkirche denn als Basilika. Wegen der wenigen und kleinen Obergadenfenster wirkt der Raum dunkel und kühl, – eine Stimmung, die man in heißen Ländern häufig bewusst herbeigeführt hat.
Querhaus und Vierung sind von außen nicht zu sehen, die niedrige Kuppel ist aus Holz ausgeführt.
Der Innenraum der Chorapsis sowie die Krypta unter dem Presbyterium wurden im 19. Jahrhundert umgestaltet und erneuert.
Die phantasiereich gestalteten Säulenkapitelle gehören unterschiedlichen stilistischen Traditionen an; einerseits kommen antike Formen vor, andererseits romanisch-gotische Masken- und Tierplastiken.

## Polyptychon von Pietro Lorenzetti

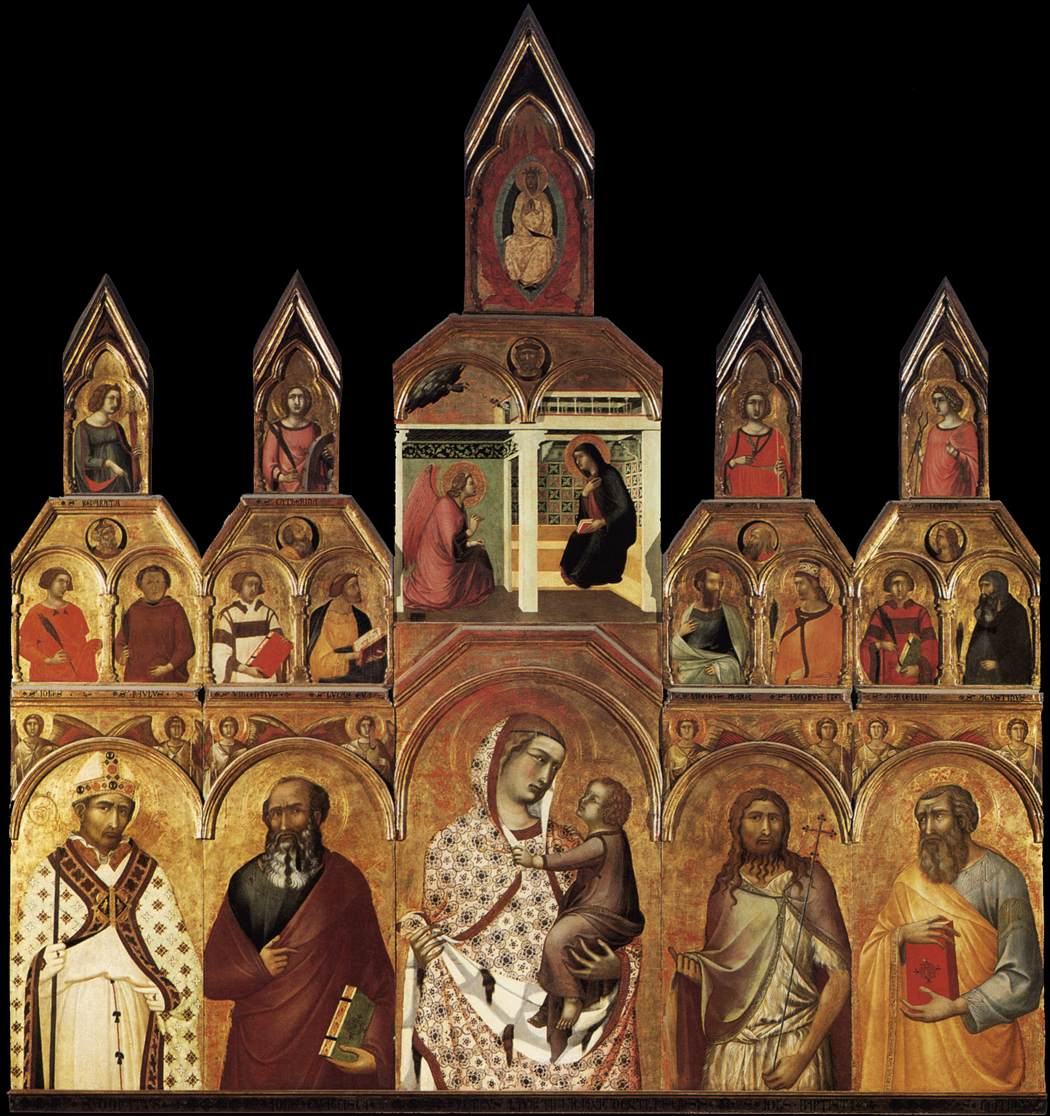
Pietro Lorenzetti: Polyptychon von Pieve di Arezzo, 1320

Das bedeutendste Kunstwerk im Innenraum der Kirche ist ein Polyptychon von Pietro Lorenzetti. Auftraggeber war 1320 der aretinische Bischof Guido Tarlati.
Dargestellt sind Maria mit Kind zwischen den Heiligen Johannes dem Evangelisten, Donatus, Johannes dem Täufer und Matthäus. In der Reihe über dem Hauptfeld erscheinen unter Blendbögen die Zwölf Apostel um eine Verkündigungs-Szene. Das Polyptychon wird gekrönt durch Mariä Himmelfahrt.
Es handelt sich um ein Frühwerk des sienesischen Künstlers, der ikonografisch und stilistisch in der Tradition Duccio di Buoninsegnas steht und somit noch sehr traditionell dem Mittelalter zuzurechnen ist; anders als in Florenz, wo zeitgleich Giotto wirkte, ist hier von den Vorboten der Renaissance noch wenig zu erkennen. Dennoch ist die Bewegung der Figuren lebendiger als bei Duccio; Parallelen zu den Skulpturen von Giovanni Pisano sind beschrieben worden.

## Sonstige Ausstattung
- Ein von Giorgio Vasari für sich und seine Familie in der Grabkapelle gedachter Hochaltar wurde 1864 in die Kirche Badia delle Sante Flora e Lucilla verbracht.
- Zwei Flachreliefs an der Innenfassade rechts vom Mittelportal („Geburt Christi“ und „Anbetung der Könige“) stammen von einem unbekannten Bildhauer (mutmaßlich 13. Jahrhundert oder später).
- Von Giovanni d’Agostino, einem sienesischen Bildhauer des 14. Jahrhunderts, stammt das Taufbecken in der Turmkapelle mit drei Szenen aus dem Leben Johannes des Täufers.
- Ein seltenes ikonografisches Motiv befindet sich auf einem Fresko an der linken Säule des Presbyteriums: Dominikus und Franziskus von Assisi Seite an Seite (Nachfolge Giottos, 14. Jahrhundert), bemerkenswert, weil Dominikaner und Franziskaner damals in deutlicher Konkurrenz zueinander standen.
- Eine edelsteinbesetzte Reliquienbüste des Hl. Donatus (Schutzpatron der Stadt Arezzo) von 1346 ist in der Krypta aufgestellt.

### Orgel
Die Orgel wurde 1963 Jahren von der Orgelbaufirma Tamburini als opus 465 erbaut. Das Instrument hat 64 Register auf drei Manualen und Pedal. Die Trakturen sind elektrisch. Eine Besonderheit ist die vom 1. Manual aus anspielbare „Organo antico“, ein mitteltöniges Werk.
| I Positivo aperto C–c4 |       |
| Principale             | 8′    |
| Flauto                 | 8′    |
| Ottava                 | 4′    |
| Flauto                 | 4′    |
| Flauto in XII          | 2 ⁄3′ |
| XV                     | 2′    |
| Cornetto II            |       |
| Ripieno V              |       |
| Cromorno               | 8′    |
| Violoncello            | 8′    |
| Tremolo                |       |

| I Organo antico C–c4 |       |
| Principale           | 8′    |
| Ottava               | 4′    |
| XV                   | 2′    |
| Flauto in XV         | 2′    |
| XIX                  | 1 ⁄3′ |
| XXII                 | 1′    |
| XXVI                 | 2⁄3′  |
| Voce angelica        | 8′    |

| II Grand'Organo C–c4 |       |
| Principale           | 16′   |
| Principale           | 8′    |
| Flauto               | 8′    |
| Dulciana             | 8′    |
| Ottava               | 4′    |
| Flauto               | 4′    |
| XII                  | 2 ⁄3′ |
| XV                   | 2′    |
| XIX                  | 1 ⁄3′ |
| Ripieno VII          |       |
| Tromba               | 8′    |
| Tromboncini          | 8′    |
| Tromba squillo       | 16′   |
| Tromba squillo       | 8′    |
| Voce umana           | 8′    |
| Campane              |       |

| III Espressivo C–c4 |        |
| Bordone             | 16′    |
| Principale          | 8′     |
| Bordone             | 8′     |
| Viola               | 8′     |
| Principalino        | 4′     |
| Flauto              | 4′     |
| Nazardo             | 2 ⁄3′  |
| Flautino            | 2′     |
| Terza               | 1 3⁄5′ |
| Ripieno V           |        |
| Tromba              | 8′     |
| Oboe                | 8′     |
| Voce celeste        | 8′     |
| Campane             |        |
| Tremolo             |        |

| Pedale C–g1    |     |
| Acustico       | 32′ |
| Contrabbasso   | 16′ |
| Principale     | 16′ |
| Subbasso       | 16′ |
| Basso          | 8′  |
| Bordone        | 8′  |
| Ottava         | 4′  |
| Flauto         | 4′  |
| Ripieno IV     |     |
| Bombarda       | 16′ |
| Trombone       | 8′  |
| Claroncino     | 4′  |
| Tromba squillo | 16′ |
| Tromba squillo | 8′  |
| Tromba squillo | 4′  |
| Campane        |     |